# لعبة الحياة والموت (رواية)
لعبة الحياة والموت رواية صدرت عام 2006 للكاتب الصيني مو يان، الحائز على جائزة نوبل للأدب عام 2012. تندرج ضمن أدب التاريخ المتخيل، حيث تستعرض تطوّر الصين خلال النصف الثاني من القرن العشرين، من خلال نظرة مالك أراضٍ نبيل وكريم يُقتل ويُبعث من جديد في هيئات حيوانات مزرعية متعددة في الريف الصيني.
حازت الرواية إشادة نقدية واسعة،  وفازت بجائزة نيومان الصينية للأدب في دورتها الأولى عام 2009 وقد نُشرت الترجمة الإنجليزية للرواية سنة 2008.

## الحبكة
تؤرخ الرواية لحياة قرية صينية بدءًا من الإصلاح الزراعي وصولًا إلى الصين المعاصرة، وذلك بالتوازي مع تحوّلات بطل الرواية من شكل بشري إلى تجسّدات حيوانية متعددة.   
بطل القصة هو شيمن ناو، مالك أراضٍ نبيل وخيّر في مقاطعة قاومي، التابعة لإقليم شاندونغ.  ورغم شهرته بلطفه وعدالته مع الفلاحين، إلا أنه يُستهدف خلال حملة الإصلاح الزراعي التي أطلقها ماو تسي تونغ عام 1948، ويُعدَم بهدف مصادرة أرضه وإعادة توزيعها. يتهم شيمن ناو بأنه عدو طبقي، ويُنفَّذ فيه حكم الإعدام رميًا بالرصاص على يد هوانغ تونغ، أحد المنفذين النشطين لسياسات ماو تسي تونغ.
عند موته، يجد ناو نفسه في العالم السفلي، حيث يقوم اللورد ياما بتعذيبه في محاولة لإجباره على الاعتراف بالذنب. لكن ناو يصر على براءته، وكنتيجة للعقاب، بينما كان على قيد الحياة، لم يستغل الناس كما فعل الآخرون من الملاك. بل كان مالكًا يحب العمل ويتميز باللطف. تبنى اليتيمة لان ليان، التي تعد أيضًا من الشخصيات الرئيسية في الرواية. في تجسيداته المتعددة، يحمل شيمين ناو العديد من القصص عن عائلة لان ليان. لم يفهم شيمين ناو سبب قتله، لذا بعد موته كان يحمل الكراهية.
رغم أن ياما يؤمن ببراءته، إلا أنه غير راضٍ عن حقد شيمين ناو على أعدائه والعالم الفاني. لذلك، يرسل اللورد ياما ناو مرة أخرى إلى الأرض حيث يولد من جديد كحمار في قريته في الأول من يناير 1950. في تجسيداته التالية، يعيش حياته كحمار، ثم كثور، وخنزير، وكلب، وقرد، حتى يولد أخيرًا إنسانًا مرة أخرى. في هذه التجسدات الست لشيمين ناو، تمر العملية بمرحلة نسيان تدريجي لكراهيته. الحمار، الثور، الخنزير، الكلب، القرد، والإنسان. وبترتيب تجسده، يقترب أكثر فأكثر من الناس. بدأ برغبة في الانتقام، وفي النهاية يفكر بطريقة حيوانية. هذه هي عملية تلاشي حقده. وبعد التخلص من كل مشاعر الكراهية، يُسمح لشيمين ناو أخيرًا أن يولد كإنسان مرة أخرى. ومع ذلك، بعد كل هذه التجسدات، يكتشف القارئ أن اسمه العائلي لم يعد شيمين، بل لان.
من خلال عدسة الحيوانات المختلفة، يختبر البطل الحركات السياسية التي اجتاحت الصين تحت حكم الحزب الشيوعي، بما في ذلك المجاعة الصينية الكبرى والثورة الثقافية، حتى ليلة رأس السنة عام 2000. يستخدم الكاتب مو يان الإحالة الذاتية وفي نهاية الرواية يقدم نفسه كواحد من الشخصيات الرئيسية.  في الرواية، يظهر مو يان أكثر كشخصية تكمل وجهة نظر الراوي. هناك راويان رئيسيان في الرواية، أحدهما الطفل ذي الرأس الكبير لان تشيانسوي، الذي يولد من جديد من هاجس شيمين ناو. والآخر هو جد لان تشيانسوي، لان جييفانغ. يستخدم الكاتب تقنية التدخل السردي في الرواية ليتيح للراويين سرد القصة بترتيب متقاطع. يصفان العالم كما يرونه وإدراكهما لما يحدث أثناء سرد القصة.
أما مو يان، فيضيف وجهة نظر طرف ثالث لوصف القصة. هو شخصية ليست مرتبطة دمويًا بأسرة سايمون المسكونة، لكنه مرتبط بجميع الشخصيات التي تظهر في القصة. يكون حاضرًا دائمًا حول الأبطال. مو يان شخصية تبدو غير مهمة، لكنها لا غنى عنها. تظهر في الرواية العديد من مقاطع الخيال التي كتبها مو يان. في هذه المقاطع، تظهر آراء مو يان وتسجيلاته لما يحدث في شيمينتوان. يشبه أكثر مشاهد التاريخ. ومن خلال منظوره، يمكن للقارئ قراءة منظور مختلف للقصة.
مو يان ينتقد الحركات الاجتماعية والسياسية بسبب اضطهادها وقمعها للحياة الإنسانية. تروي قصصه من خلال تصوير الحيوانية لكسر الحواجز المركزية حول الإنسان بين البشر والحيوانات. "التمثيل متعدد الأبعاد للحيوانية البشرية كان السمة المميزة لممارسة مو يان الأدبية في استكشاف الإنسانية." الاستعارة الحيوانية في هذه الرواية تعتمد على تخيل أدبي لمفهوم السنسارة في البوذية: دورة كاملة تبدأ بتجسيد الإنسان كحيوان وتنتهي بتجسيد الحيوان كإنسان. هذا المسار لا يعبر فقط عن رغبة الإنسان الوجودية في نسيان الكراهية، بل يبني أيضًا تصورًا إيكولوجيًا كليًا للتناغم بين البشر والحيوانات والطبيعة. وبهذه الطريقة، يتقاطع النقد الإيكولوجي مع النقد السياسي والثقافي.